# Svenska utlandsstyrkan

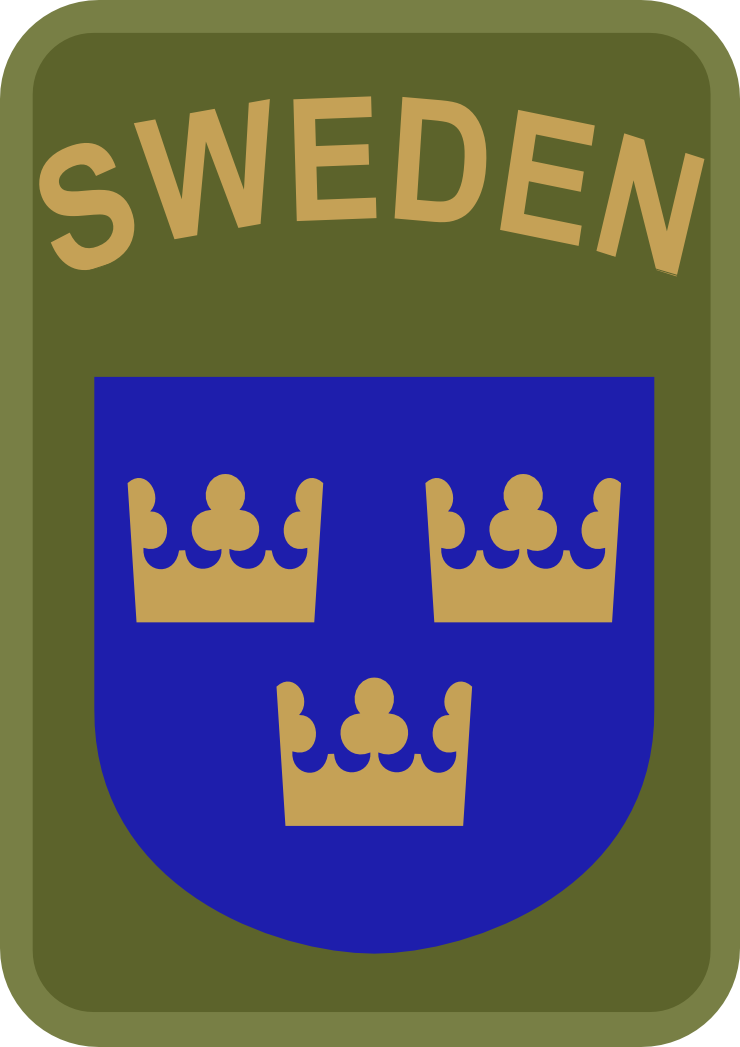
Svenska utlandsstyrkans nationalitetsmärke som bärs på vänster överarm.

Svenska utlandsstyrkan var den del av den svenska försvarsmakten som bestod av frivilliga och som verkade utanför Sveriges gränser. Med värnpliktens avskaffande, avskaffades den svenska utlandsstyrkan som särskild organisation den 1 januari 2011..

## Storlek
Utlandsstyrkan uppgick i december 2011 till 694 soldater. De största insatserna fanns då i Afghanistan, (ISAF) och Kosovo (KFOR). Även i andra områden, såsom Georgien, Nepal och Kongo-Kinshasa fanns svensk personal, dock oftast endast officerare som tjänstgör som observatörer. Uppgifterna bestod bland annat i att övervaka att fredsavtal efterlevs, minröjning och hjälparbete. Sammanlagt har cirka 100 000 tjänstgöringar utförts av svensk personal, av dessa har 81 personer avlidit, varav 16 till följd av stridshandlingar.

## Historia
Svenska utlandsstyrkan bildades i samband med var medlingen i Palestinakonflikten. Det var FN:s första fredsbevarande operation och Sverige skickade direkt militära observatörer och i maj 2009 fanns svensk personal fortfarande kvar. Till en början deltog utlandsstyrkan uteslutande i operationer som leddes av FN. Först 1995 ändrades detta då utlandsstyrkan deltog i en multinationell styrka i Bosnien ledd av Nato.
Det största svenska bidraget vid ett och samma tillfälle var våren 1964. Då deltog Sverige till FN:s fredsfrämjande insatser med tre förband av bataljons storlek samtidigt på tre platser i världen - Cypern i Europa, i Gazaremsan i mellanöstern och i Kongo-Kinshasa i Afrika. På Cypern bestod styrkan av 955 man och i Kongo bidrog förutom bataljonen även med ett flygförband med nio stycken SAAB J 29 "Flygande tunnan".
Det minsta svenska bidraget till FN sedan statistik började föras var månadsskiftet oktober-november 2008. Då bidrog Sverige med 53 poliser, 23 militära observatörer och sex soldater, sammanlagt 82 personer. Det placerar Sverige på plats 69 bland de 117 länder som bidrar till FN:s fredsfrämjande.

### Insatser

Svenska utlandsstyrkans placering i världen (maj 2009).

Sverige har en lång historia av att deltaga vid internationella insatser. I mitten av 1800-talet skickade Sverige fyra fregatter samt nästan 20 000 soldater för att hjälpa Danmark under Slesvig-holsteinska kriget. År 1911 skickades 38 svenska befäl till Persien för att på landets egen begäran bygga upp det persiska gendarmeriet för att det skulle kunna bekämpa röveri. Denna insats blev så lyckad att även Kina yttrade önskemål om en liknande insats, dessa planer förstördes dock av Första världskrigets utbrott, då svenska militärer behövdes i Sverige. Idag har Svenska utlandsstyrkan personal vid elva konfliktområden runt om i världen. De största förbandet finns i Afghanistan, där styrkan i februari 2010 var lite över 500 man. Kosovo har näst, och hade 244 man i juli 2008.

## Utlandsstyrkans uppdrag
Enligt "Lagen om utlandsstyrkan inom Försvarsmakten" var syftet med utlandsstyrkan att:
- Avvärja risk för väpnad konflikt
- Hejda en pågående väpnad konflikt
- Övervaka överenskommelser om fred och vapenstillestånd samt
- Skapa förutsättningar för varaktig fred och säkerhet genom humanitärt arbete i samband med en väpnad konflikt.

## Materiel

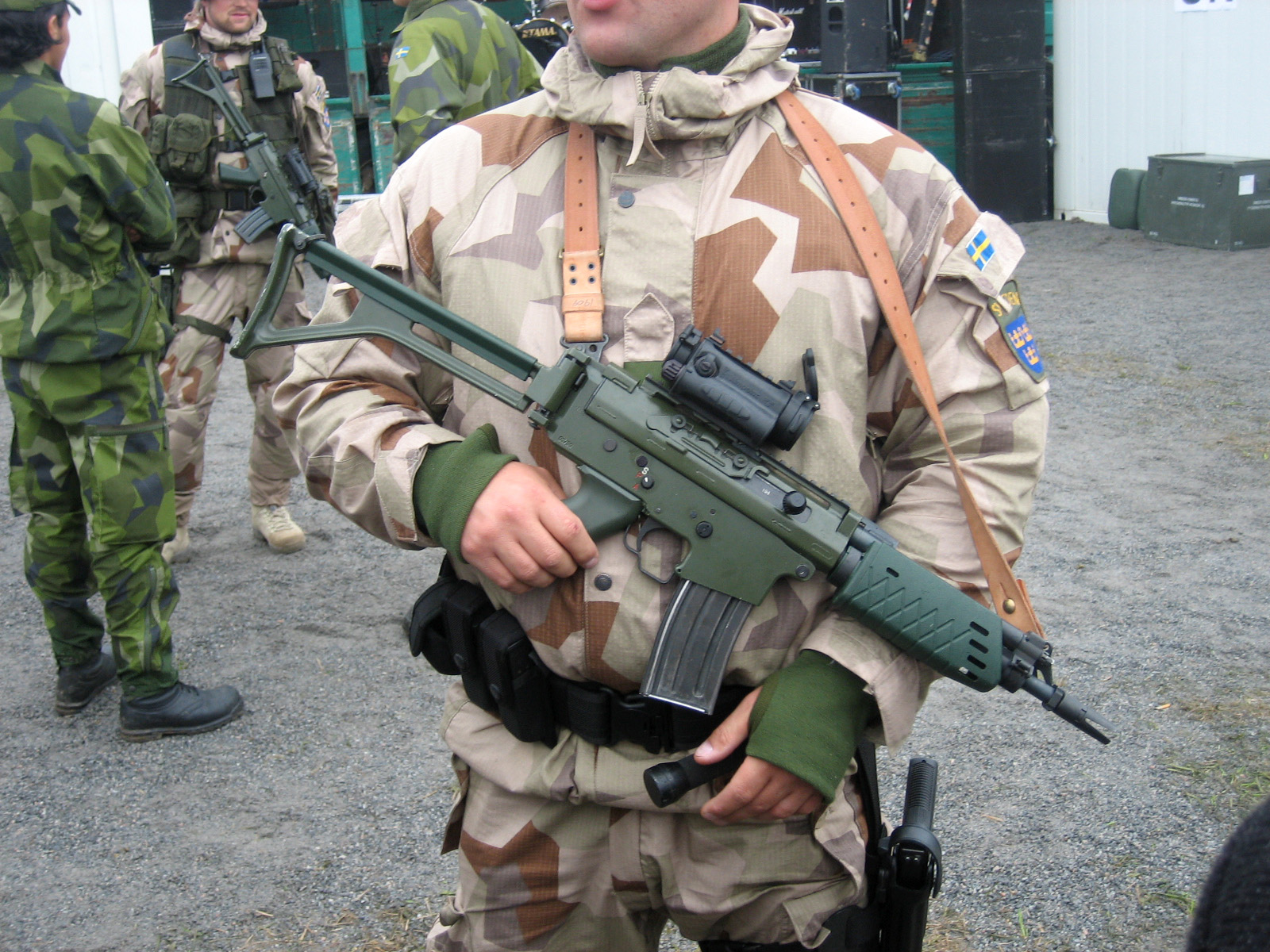
AK 5D med rödpunktsikte.

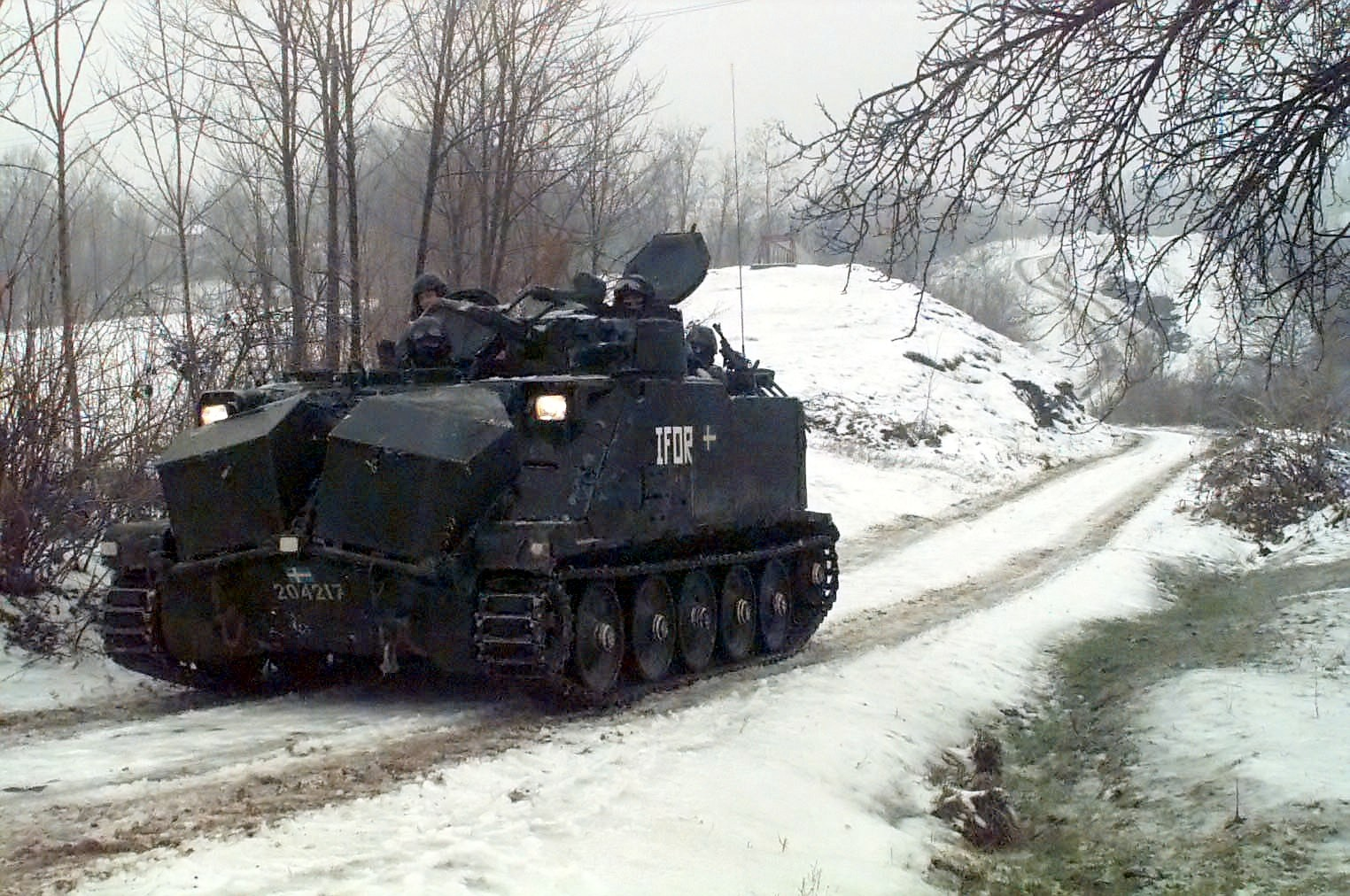
Pbv 302 i Bosnien.

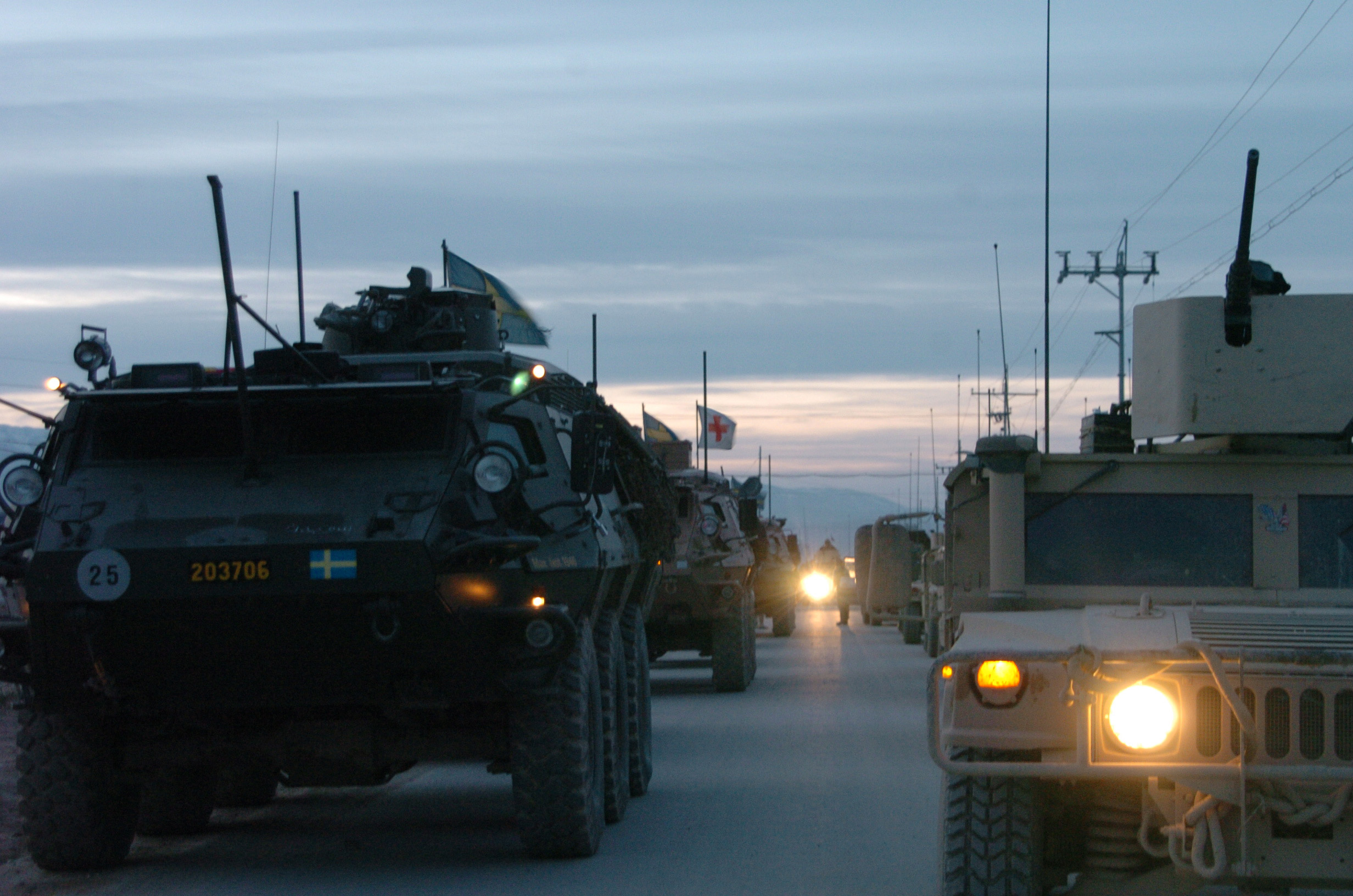
Konvoj i Afghanistan med svenska bepansrade trupptransportfordon (Patgb 203A) och amerikanska HMMWV.

### Vapen
- Automatkarbin 5, standardvapnet för utlandsstyrkan
- Prickskyttegevär 90, används för prickskytte
- Robot 56 Bill
- Ksp 58
- Ksp 90
- Pistol 88
- Tung kulspruta

### Fordon

#### Tidigare fordon
- Willys MB-jeepar användes bland annat av den första FN-bataljonen under Suezkrisen.
- KP-bil var en pansarbil som användes bland annat i Kongo 1961.[14]
- Pansarbandvagn 302 användes av utlandsstyrkan för sjuk-, trupp- samt materieltransport. Under Bosnienkriget användes utgjorde Pbv 302 Sveriges första mekaniserade kompani i utlandstjänst.[15]
- Sisu XA-180, som är ett bepansrat trupptransportfordon för 11 skyttesoldater, användes tidigare av utlandsstyrkan, främst av KFOR i Kosovo.

#### Dagens fordon
- Pansarterrängbil 203 har idag ersatt Sisu XA-180 som bepansrat trupptransportfordon.
- Personterrängbil 6
- Stridsfordon 90 används av utlandsstyrkan i en modifierad version, benämnd 9040C. Modifieringen består i en höjd skyddsnivån hos C-vagnen, bestående av minskydd, splitterskydd och tilläggsskydd. De yttre tilläggsskydden består av extra skyddande moduler på vagnskroppen samt de yttre minskydden som sitter under vagnen. Vikten har ökat till 28 ton istället för B-versionens 23,1 ton. C-vagnen har även fått en ny vagnsmonterad ksp 58, som ersätter ksp 39.[16][17]
- Mercedes-Benz G-klass (Geländewagen) i bepansrad version.
- Mercedes-Benz Sprinter, i Sverige benämnd Personterrängbil 5 används i kombi- samt flakverion i Kosovo.[18]
- Toyota Landcruiser används av utlandsstyrkan i Afghanistan. Till en början var de av obepansrad version men då hotbilden ökat har de bepansrats med en duk av kevlar som ger ett visst skydd mot handeldvapen. Cirka en fjärdedel av fordonen har även utrustats med keramiskt splitterskydd i golv och sidor samt skottsäkra rutor.[19][20]

### Flygplan
- Sk 16, som var ett svenskt skolflygplan, användes som spaningsplan för FN under observatörsinsatsen i östra Libanon 1958.[21]
- Saab 29 "Flygande tunnan" användes under insatsen i Kongo-Kinshasa på 1960-talet.
- TP 84 Hercules fluget av 71. transportflygdivisionen har använts i flera insatser, bl.a. i Afghanistan (SAE C-130), Uzbekistan (ex FU01), Libyen (FL01) och Cypern (FC01).
- Åtta JAS 39 Gripen stationerade på Sigonella flygbas i Italien från april 2011, vilka flyger jakt/spaningsuppdrag över Libyen som del i en FN-operationen Operation Unified Protector.
- Hkp 15 användes under insatsen med ME02 i Adenviken. Helikoptrarna grupperade i Djibouti på Camp Ariénne
- Hkp 10B används under insatsen i Afghanistan. Helikoptrarna grupperar på den tyska Camp Marmal i Mazar-i-Sharif

### Fartyg
- HMS Gävle (K22) deltog från september 2006 och april 2007 under tysk ledning i den marina delen av FN-insatsen UNIFIL utanför Libanons kust tillsammans med enheter från bland annat Tyskland, Norge, Danmark, Grekland, Turkiet och Bulgarien. Styrkans uppgift var att stödja Libanon med utbildning av den libanesiska marinen samt kontroll och övervakning av libanesiskt territorialhav för att förhindra vapensmuggling och illegal verksamhet.[22]
- HMS Sundsvall (K24) övertog i april 2007 uppdraget från HMS Gävle och fortsatte det till september 2007.[23]
- HMS Stockholm (K11), HMS Malmö (K12) och HMS Trossö (A264) utgör förbandet ME01 som från maj till september 2009 deltar i EU-operationen EUNAVFOR operation "Atalanta" som har i uppgift att skydda FN:s mattransporter till Somalia.[24][25]

## Bildgalleri
Bilder från svenska utlandsstyrkans olika missioner.

widths=200
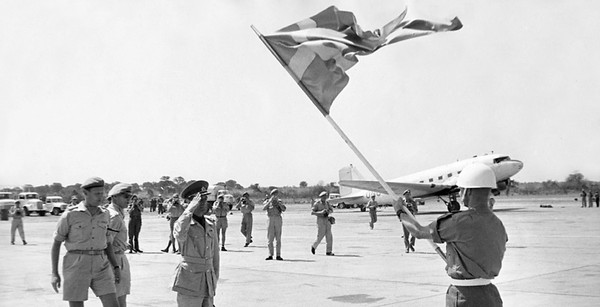
Överlämning av svensk trupp i Elisabethville i Kongo 1961.
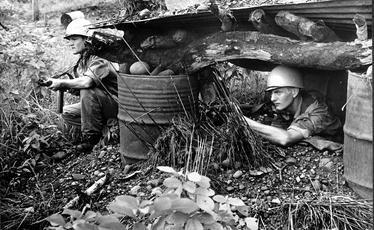
Svenska FN-soldater i Niemba, Kongo 1961.
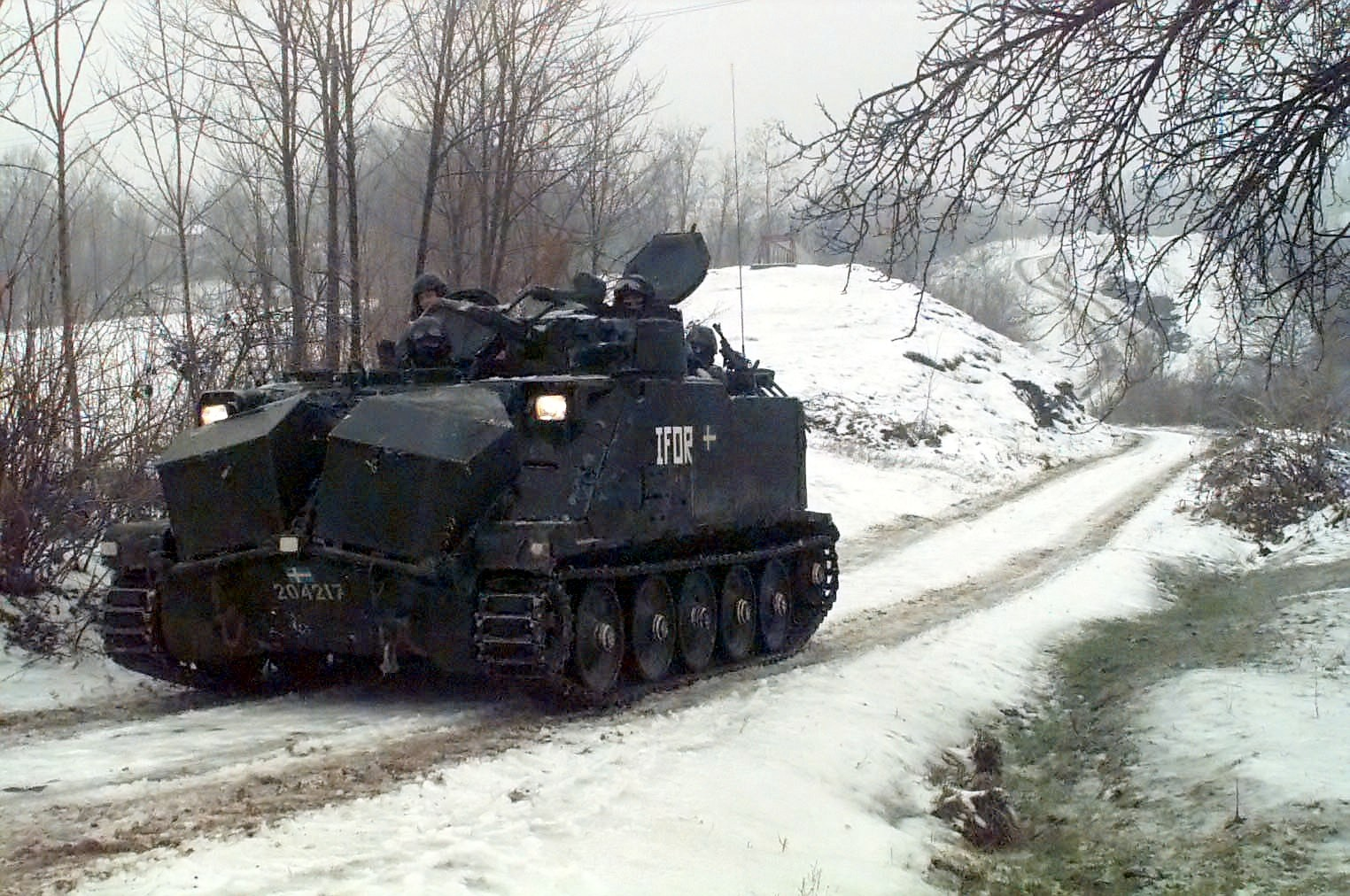
En svensk Pbv 302 i Bosnien 1996.
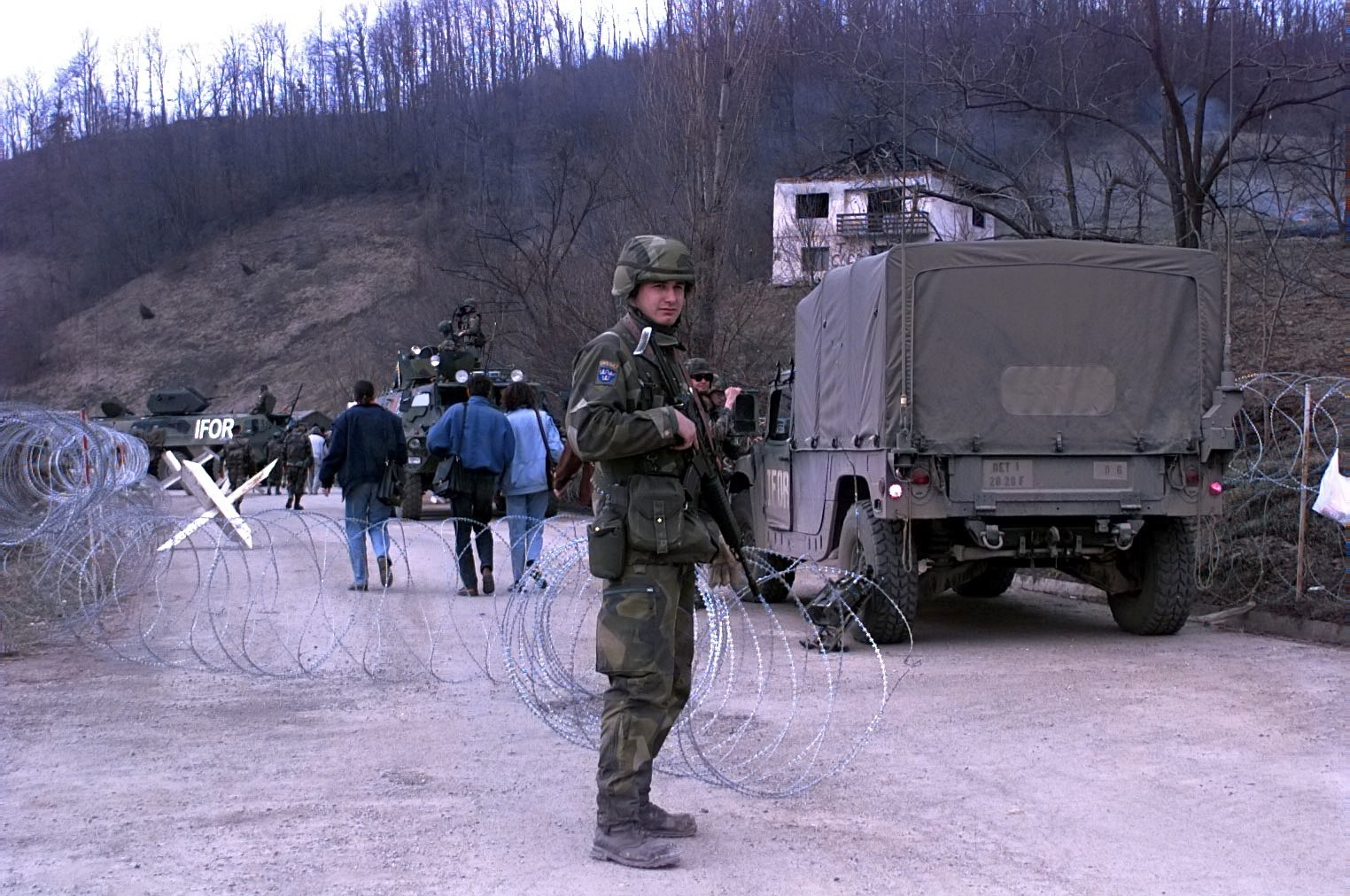
Svensk soldat i Bosnien 1996.
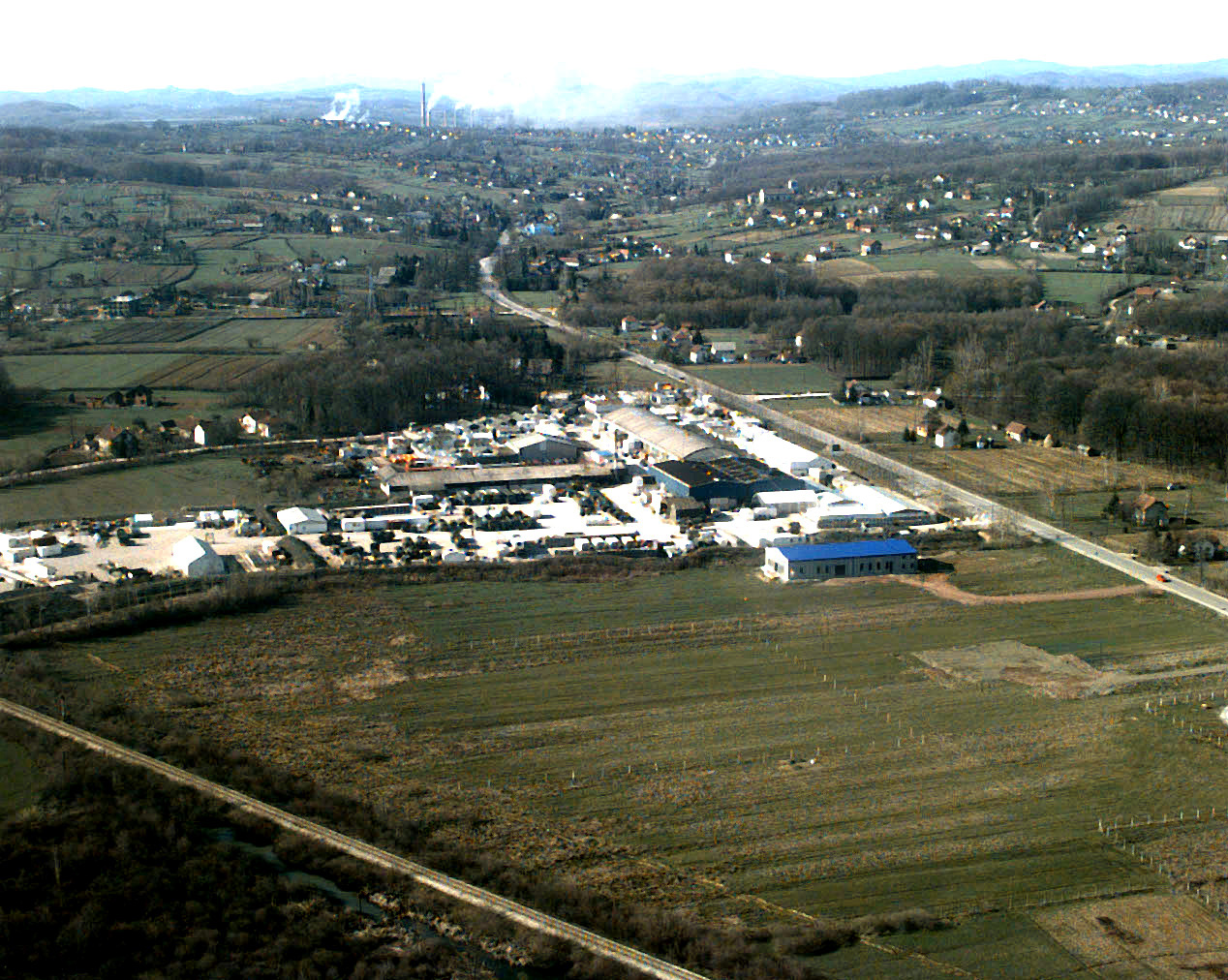
Sveriges Camp Oden i Bosnien 1997.
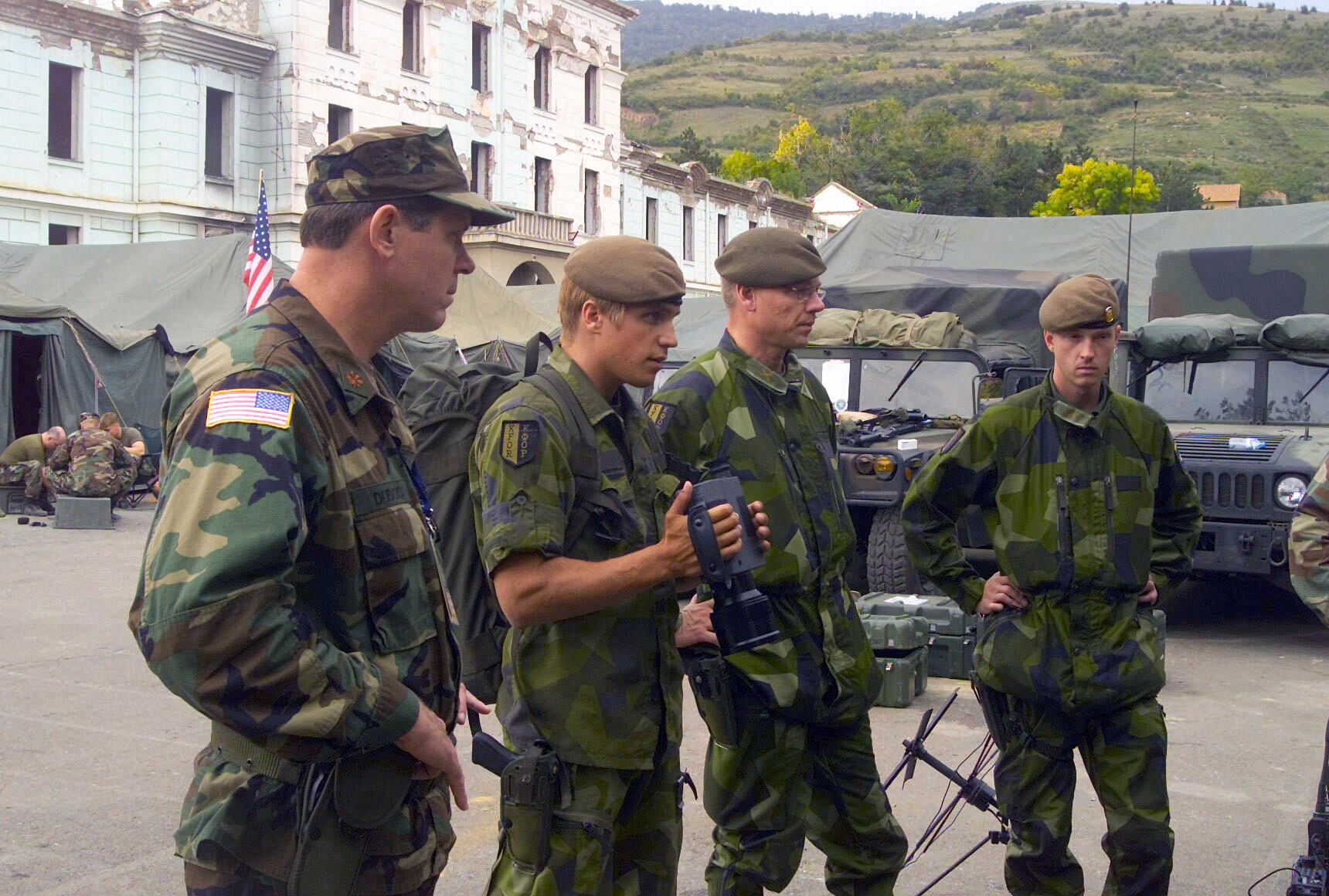
Svenska soldater i Kosovo 2002.
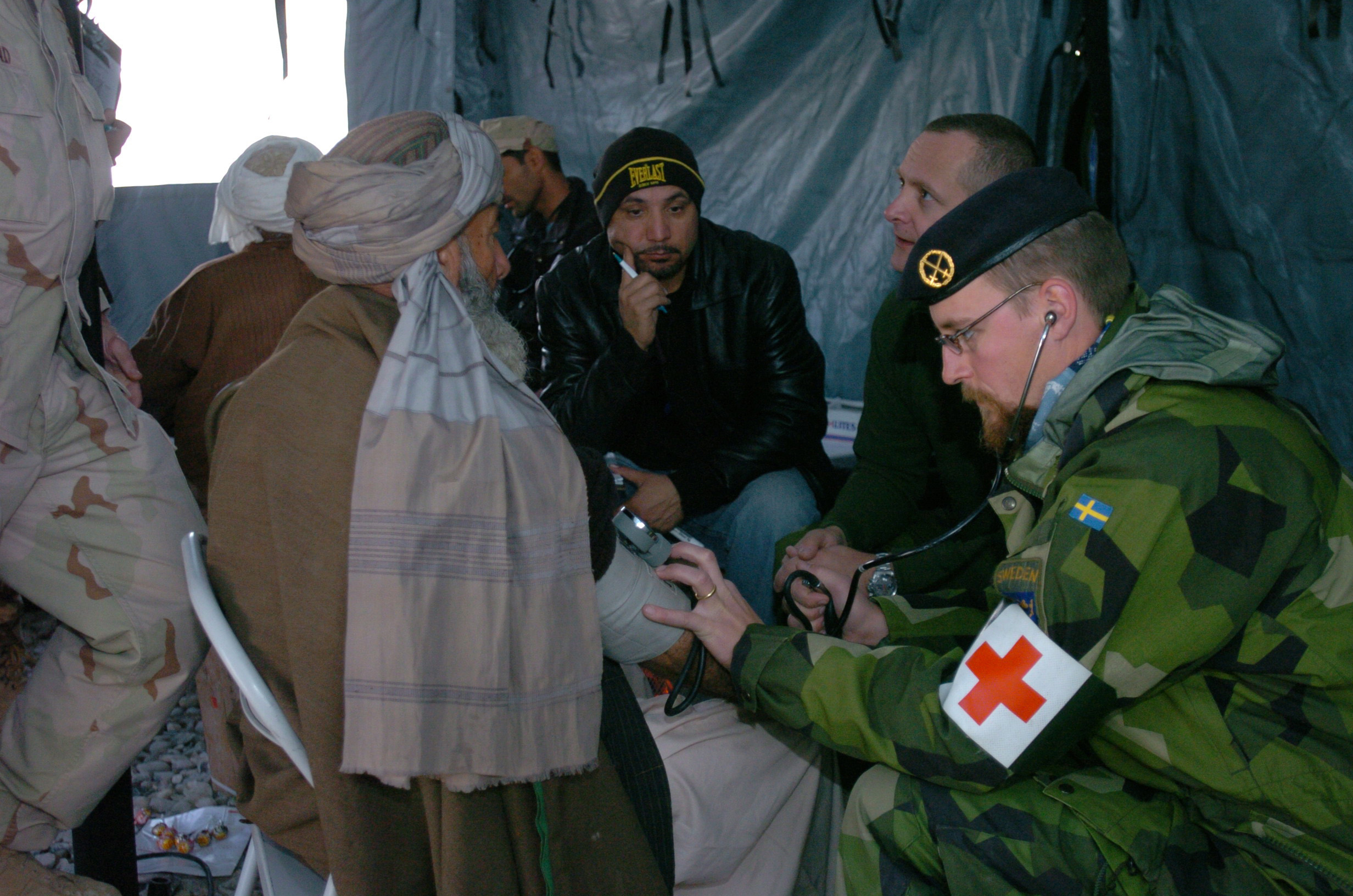
Svensk sjukvårdare i Afghanistan 2006.
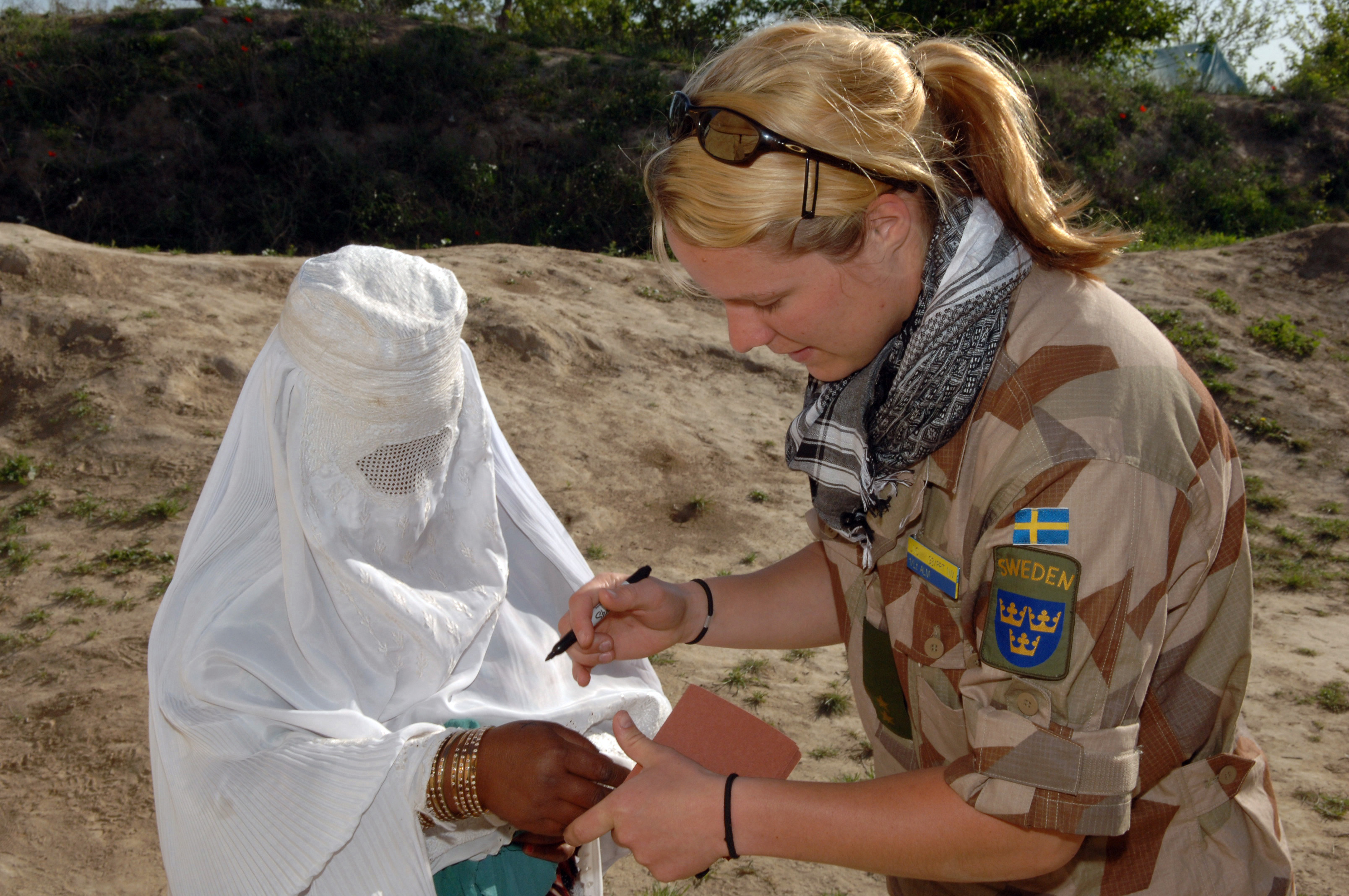
Svensk soldat i Afghanistan 2006.